# Кокемпо, Жиль
Жиль Кокемпо — французский политик, бывший депутат Национального собрания Франции.
Родился 22 октября 1952 г. в поселке Эперлек (департамент Па-де-Кале). Член Социалистической партии.
Кокемпо был заместителем депутата Национального собрания Андре Капе, и после его смерти 1 января 2001 года стал депутатом. В июне 2002 года он впервые сам баллотировался в парламент и одержал победу. На выборах в Национальное собрание 2007 г. Жиль Кокемпо вновь выиграл голосование по 7-му избирательному округу департамента Па-де-Кале, получив во 2-м туре 50,71 % голосов. В выборах в Национальное собрание 2012 г. не участвовал.

## Политическая карьера
14.03.1983 — 18.03.2001 — мэр коммуны Эперлек 

19.03.2001 — 16.03.2008 — вице-мэр Кале

01.01.2001 — 17.06.2012 — депутат Национального собрания Франции от 7-го избирательного округа департамента Па-де-Кале 

с 17.03.2008 — член муниципального совета Кале.